# NGC 4525
NGC 4525 é uma galáxia espiral barrada (SBc) localizada na direcção da constelação de Coma Berenices. Possui uma declinação de +30° 16' 39" e uma ascensão recta de 12 horas, 33 minutos e 51,1 segundos.
A galáxia NGC 4525 foi descoberta em 13 de Março de 1785 por William Herschel.